# Ovesholms IF
Ovesholms IF, bildad 1936, är en idrottsförening som spelar och tränar på Slottsvallen i Ovesholm i Kristianstads kommun i Sverige. Ovesholms IF är först och främst en fotbollsförening, men andra idrotter har även utövats av föreningen, som till exempel bordtennis och bågskytte.

## Kända spelare
- Mikael Nilsson